# Bolesław Pylak
Bolesław Pylak (Łopiennik Górny, 20 agosto 1921 – Lublino, 6 giugno 2019) è stato un arcivescovo cattolico polacco.

## Biografia

### Formazione e ministero sacerdotale
Bolesław Pylak è nato il 20 agosto 1921 a Łopiennik Górny, provincia ed arcidiocesi di Lublino, in Polonia. Ha frequentato le scuole elementari nella città natale, continuando poi la formazione secondaria nella città di Tarnowskie Góry, dove ha frequentato il ginnasio e il liceo fino all'inizio della Seconda guerra mondiale. Durante l'occupazione tedesca della Polonia, per evitare la deportazione obbligatoria a lavorare in Germania, ha sospeso gli studi ed è andato a lavorare nella fattoria di suo padre, che era un piantatore di tabacco. In seguito ha lavorato come impiegato presso l'Ufficio Comunale di Łopiennik Górny. Nel 1941 è stato soldato dei battaglioni contadini, portando il nome di battaglia di "Kalina". Due anni dopo, nel 1943, ha conseguito il diploma di scuola superiore in clandestinità.
Nello stesso anno, dopo aver deciso di seguire la vocazione sacerdotale, si è iscritto presso il Seminario maggiore di Lublino, dove per cinque anni ha conseguito gli studi di filosofia e teologia. Dopo la fine dell'occupazione nazista, nel 1944 si è anche iscritto presso la facoltà di teologia dell'Università Cattolica di Lublino, dove nel 1948 ha ottenuto la laurea magistrale in teologia. Il 29 giugno dello stesso anno, è stato ordinato presbitero dall'allora vescovo di Lublino monsignor Stefan Wyszyński, che successivamente diventerà arcivescovo metropolita di Varsavia e Gniezno, nonché cardinale, e sarà uno dei pilastri della lotta al comunismo in Polonia durante gli anni della Guerra fredda.
Poco dopo l'ordinazione, è stato assegnato come vicario nella parrocchia di San Giovanni Battista a Nałęczów e come prefetto delle scuole locali, incarico che ha svolto per un anno. Dal 1949 al 1953, ha continuato la formazione specialistica nella facoltà di teologia dell'Università Cattolica di Lublino, laureandosi con il grado di dottore in teologia dogmatica con la sua tesi dal titolo "Chiesa - il Corpo Mistico di Cristo. La "Costituzione dogmatica" in Vaticano". Dal 1950 al 1951, ha prestato servizio presso le parrocchie del Sacro Cuore di Gesù a Kłodnica e di Ognissanti a Depułtyczach. Nel 1952 è stato assunto presso il dipartimento di teologia dogmatica della facoltà teologica dell'Università di Lublino, dove egli stesso aveva studiato, prima come assistente e poi come professore assistente. Nello stesso anno è divenuto docente presso il Seminario maggiore di Lublino, divenendone poi vice rettore dal 1958 fino alla promozione all'episcopato. Tra il 1959 e il 1960, ha completato gli studi specialistici in Francia, Belgio ed Italia. Sempre nel 1959 è entrato a far parte del Capitolo della cattedrale di Lublino, divenendone poi decano nel 1966.

### Ministero episcopale
Papa Paolo VI, il 14 marzo 1966, lo ha nominato, all'età di quarantaquattro anni, vescovo ausiliare di Lublino, assegnandogli la sede titolare di Midica. Il neo vescovo Pylak è stato informato della sua nomina dal primate di Polonia, cardinale Wyszyński, con una lettera inviatagli il successivo 4 aprile. Ha ricevuto la consacrazione episcopale il 29 maggio dello stesso anno, nella cattedrale dei Santi Giovanni Battista e Giovanni Evangelista di Lublino, per mano di monsignor Piotr Kałwa, vescovo diocesano, assistito dai co-consacranti monsignor Ignacy Marcin Tokarczuk, vescovo di Przemyśl e futuro arcivescovo, e monsignor Jan Mazur, allora vescovo ausiliare di Lublino. Come suo motto episcopale ha scelto In Te Domine speravi, che tradotto vuol dire "In Te, Signore, confido".
Oltre che vescovo ausiliare, tra il 1966 e il 1975 ha ricoperto anche l'ufficio di vicario generale della diocesi. Nel 1969, monsignor Pylak è stato abilitato nell'insegnamento della teologia dogmatica dall'Università Cattolica di Lublino sulla base della tesi "L'Eucaristia è il sacramento dell'unità del Corpo mistico di Gesù Cristo. Concezione teologica di Tommaso d'Aquino". In ambito della Curia vescovile, è stato presidente del Dipartimento della Dottrina Cristiana, membro del Consiglio per la costruzione e la ricostruzione di oggetti sacri e del Consilium Vigilantiae. Dopo la morte del vescovo diocesano, dal 19 luglio 1974 al 9 giugno 1975 ha gestito la diocesi come vicario del Capitolo.
Il 9 giugno 1975, papa Paolo VI lo ha nominato, all'età di cinquantatré anni, come nuovo vescovo di Lublino, comunicazione che gli è stata data ufficialmente il 14 giugno con la lettera del primate polacco. Il 23 giugno successivo ha canonicamente preso possesso della diocesi, nella cattedrale dei Santi Giovanni Battista e Giovanni Evangelista, facendo poi l'ingresso ufficiale il 20 luglio. Come vescovo di Lublino è divenuto anche Gran Cancelliere dell'Università Cattolica di Lublino. Nel 1978 è diventato professore associato della stessa Università, e nel 1987 professore di teologia, terminando l'incarico nel 1994. Nel 1977, monsignor Pylak ha convocato il Sinodo diocesano. Nel 1986 è stato insignito della Croce dell'Esercito (Krzyż Armii Krajowej), e nel 1989 della Croce dei Battaglioni Contadini (Krzyż Batalionów Chłopskich).
All'interno della Conferenza Episcopale della Polonia, è stato membro del Consiglio Centrale, del Consiglio Scientifico, della Commissione per l'Università Cattolica di Lublino e della Commissione Mariana.
Il 25 marzo 1992, nell'ambito della riorganizzazione delle diocesi polacche voluta da papa Giovanni Paolo II con la bolla Totus tuus Poloniae populus, la diocesi di Lublino è stata elevata al rango di arcidiocesi metropolitana e Bolesław Pylak, all'età di settant'anni, ne è divenuto il primo metropolita. Il 29 giugno dello stesso anno, giorno della solennità dei Santi Pietro e Paolo, si è recato a Roma, nella basilica di San Pietro in Vaticano, dove ha ricevuto dalle mani del pontefice il pallio, simbolo di comunione tra il metropolita e la Sede Apostolica. Nel 1993 ha istituito un capitolo collegiale presso la chiesa della Natività della Beata Vergine Maria a Chełm. Poco dopo aver compiuto settantacinque anni, ai sensi del canone 401 § 1 del Codice di diritto canonico, il 14 giugno 1997 papa Wojtyla ha accettato le sue dimissioni dall'incarico pastorale. Lo stesso giorno, gli è succeduto alla guida dell'arcidiocesi di Lublino monsignor Józef Mirosław Życiński, fino ad allora vescovo di Tarnów. Il 3 luglio 1997 è divenuto cittadino onorario di Lublino. Dopo le dimissioni, monsignor Pylak si è trasferito in una pensione statale.
Nel 2006 ha ufficialmente rinnovato il suo dottorato presso l'Università Cattolica di Lublino, che il 16 ottobre 2005 ha cambiato ufficialmente nome in Università Cattolica Giovanni Paolo II di Lublino, e nel 2007 ha ricevuto la Medaglia per i servizi della stessa Università.
È morto il 6 giugno 2019 all'età di 97 anni a Lublino mentre i successivi funerali sono stati celebrati in cattedrale l'11 giugno.
Dal 29 dicembre 2012, giorno della morte di monsignor Ignacy Marcin Tokarczuk, è stato il decano per anzianità dell'episcopato polacco.

## Genealogia episcopale e successione apostolica
La genealogia episcopale è:
- Cardinale Scipione Rebiba
- Cardinale Giulio Antonio Santori
- Cardinale Girolamo Bernerio, O.P.
- Vescovo Claudio Rangoni
- Arcivescovo Wawrzyniec Gembicki
- Arcivescovo Jan Wężyk
- Vescovo Piotr Gembicki
- Vescovo Jan Gembicki
- Vescovo Bonawentura Madaliński
- Vescovo Jan Małachowski
- Arcivescovo Stanisław Szembek
- Vescovo Felicjan Konstanty Szaniawski
- Vescovo Andrzej Stanisław Załuski
- Arcivescovo Adam Ignacy Komorowski
- Arcivescovo Władysław Aleksander Łubieński
- Vescovo Andrzej Mikołaj Stanisław Kostka Młodziejowski
- Arcivescovo Kasper Kazimierz Cieciszowski
- Vescovo Franciszek Borgiasz Mackiewicz
- Vescovo Michał Piwnicki
- Arcivescovo Ignacy Ludwik Pawłowski
- Arcivescovo Kazimierz Roch Dmochowski
- Arcivescovo Wacław Żyliński
- Vescovo Aleksander Kazimierz Bereśniewicz
- Arcivescovo Szymon Marcin Kozłowski
- Vescovo Mečislovas Leonardas Paliulionis
- Arcivescovo Bolesław Hieronim Kłopotowski
- Arcivescovo Jerzy Józef Elizeusz Szembek
- Vescovo Stanisław Kazimierz Zdzitowiecki
- Cardinale Aleksander Kakowski
- Cardinale August Hlond, S.D.B.
- Cardinale Stefan Wyszyński
- Vescovo Piotr Kałwa
- Arcivescovo Bolesław Pylak

La successione apostolica è:
- Arcivescovo Zygmunt Kamiński (1975)
- Vescovo Piotr Hemperek (1982)

## Onorificenze
- Cittadino onorario di Lublino[1]